# Wattie Buchan
Wattie Buchan (Walter David Buchan) nascido no dia 24 de Julho de 1956, em Edimburgo na Escócia) é um cantor e compositor escoces, conhecido por ser vocalista e fundador da banda de punk rock/hardcore The Exploited.

## História
Buchan é um ex-franco-atirador das forças armadas britânicas. Ele voltou para sua casa na cidade de Edimburgo, na Escócia, influenciado pelo movimento punk. Hoje, seu irmão Willie Buchan faz parte do The Exploited sendo o baterista mais estavél da formação da banda até hoje.
Wattie Buchan tem sido criticado por vários anarco-punks por suas ligações com o exército, e chegou a ser chamado até mesmo de racista, pois há boatos de que ele afirmou ter "ódio dos imigrantes paquistaneses" e dito que as Ilhas Malvinas situadas ao largo da costa Argentina eram britânicas, mas ele sempre negou.
No dia 13 de Fevereiro de 2014, em Lisboa, no decorrer da Tour of Chaos 2014, Wattie Buchan sofreu um ataque cardíaco obrigando à interrupção do concerto e chamada para os serviços de emergência.
Foi levado para o Hospital de São José, Lisboa, e posteriormente para o Hospital de Santa Marta onde foi submetido a uma intervenção cirúrgica ao coração. 
Entretanto foram cancelados os próximos concertos da sua banda até Maio de 2014.